# The Invasion of Thunderbolt Pagoda
The Invasion of Thunderbolt Pagoda je americký hraný film z roku 1968. Jeho režisérem byl umělec Ira Cohen a vedle něj samotného zde vystupovali další umělci z prostředí newyorského undergroundu, například Tony Conrad a Angus MacLise. Původní verze z roku 1968 byla dlouhá 22 minut, roku 2006 byla představena o osm minut delší verze snímku. Osmiminutová předehra ukazuje pohřbívání Cohena do bahna. Angus MacLise, který ve filmu vystupoval, je také autorem hudby.